# Елисеев, Виктор Владимирович
Виктор Владимирович Елисеев (род. 12 октября 1958, Ольховка, Липецкая область) — советский и российский педагог и краевед, публицист. Почетный работник общего образования РФ (2009).

## Биография
Родился в с. Ольховка Добринского района Липецкой области.
В 1974 окончил Ольховскую начальную школу, в 1976 — Нижне-Матрёнскую среднюю школу. В 1981 окончил историко-педагогический факультет Воронежского государственного педагогического института.
С 1989 г. — на педагогической работе в Добринке.

## Общественная деятельность
- Член Союза журналистов России (1992).
- Член Липецкого краеведческого общества (1989)
- Член редколлегии Липецкой энциклопедии (1999—2001)[2].
- Основатель и председатель Добринского районного краеведческого общества (1990)[3].
- Член редколлегии «Гордость земли Усманской»

## Краеведческая деятельность
Виктор Владимирович Елисеев является активным популяризатором историко-краеведческой тематики. Является автором более тысячи публицистических статей в федеральных, региональных и местных изданиях.
Статьи опубликованы в «Вопросах истории», «Наука и жизнь», «Отечество», «Преподавании истории в школе», «Учительской газете».
Регулярно публикует историко-краеведческие статьи в областной «Липецкой газете»
Активно сотрудничает с редакциями газет «Добринские вести», где ведет краеведческую рубрику «Истоки» и «Новой жизни».
Автор статей в сборниках, энциклопедиях «Липецкая школа», «Липецкий энциклопедический словарь», «Гордость земли Усманской» и др.

## Общественное признание
- 2000 — Лауреат премии «Золотое перо» областной «Липецкой газеты».
- 2003 — Лауреат областной премии имени И. А. Бунина[9].
- 2007 — Знак «За заслуги перед Добринским районом»
- 2009 — Почётный работник общего образования РФ.